# Schlettereriella bicolor
Schlettereriella bicolor är en stekelart som först beskrevs av Szepligeti 1914.  Schlettereriella bicolor ingår i släktet Schlettereriella och familjen bracksteklar. Inga underarter finns listade i Catalogue of Life.